# 溫伯恩 (密西西比州)
溫伯恩（英語：Winborn）是位於美國密西西比州本頓縣的非建制地區。

## 歷史
溫伯恩原名賴茲斯威奇（Reids Switch），1905年改為現稱。溫伯恩的郵局於1902年設立，其後於1956年停運。

## 地理
溫伯恩所處的海拔為高於海平面112米（即367英呎），而該地所採用的時區為UTC-6，即北美中部時區（CST）。同時該地設有夏令時間，為UTC-6調快一小時，即UTC-5（CDT）。